# Xã Moorefield, Quận Clark, Ohio
Xã Moorefield (tiếng Anh: Moorefield Township) là một xã thuộc quận Clark, tiểu bang Ohio, Hoa Kỳ. Năm 2010, dân số của xã này là 12.436 người.